# バグース

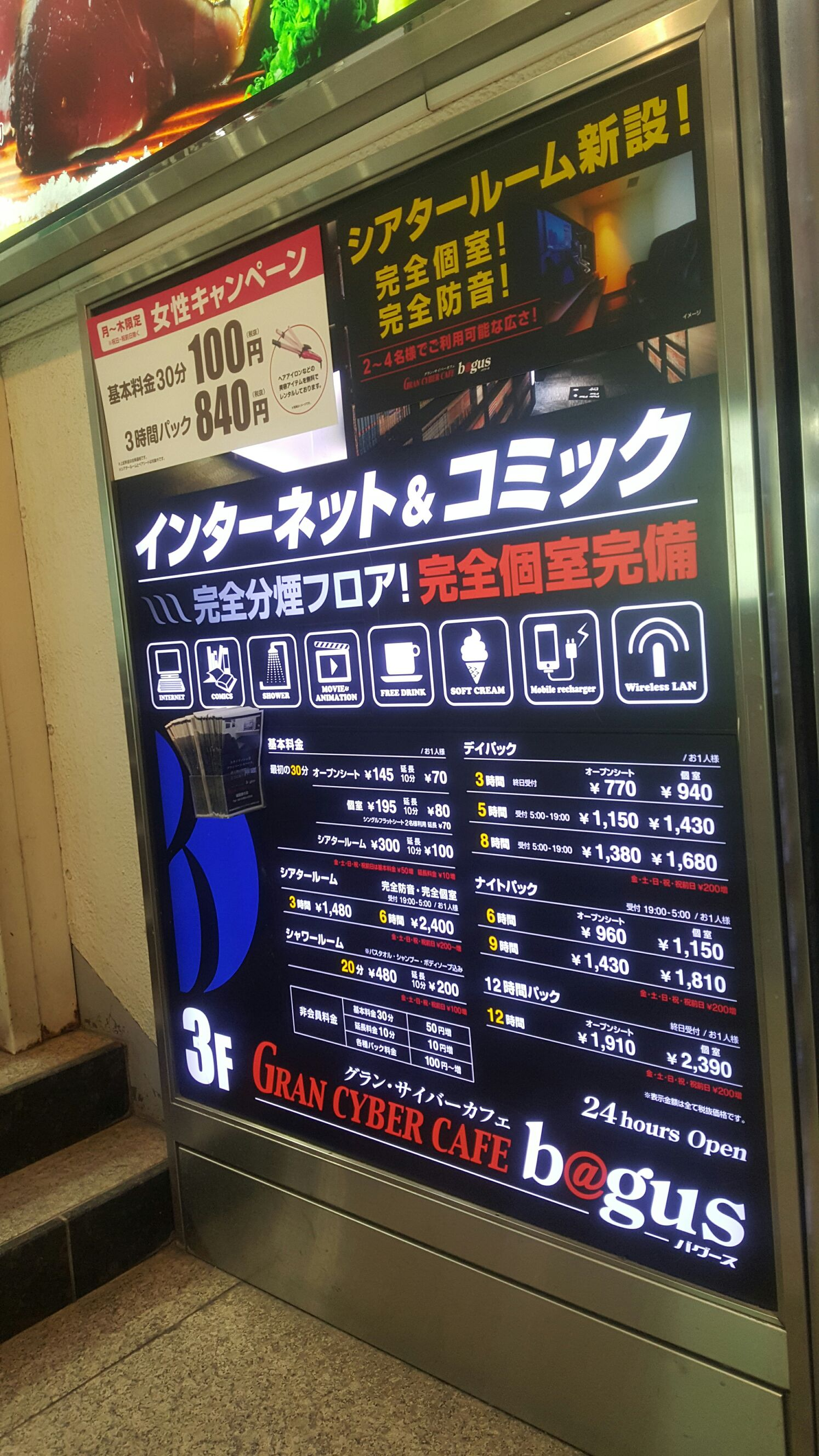
グランサイバーカフェ・バグース（新宿）

株式会社バグース (英：BAGUS Co., Ltd.) は、ビリヤード、ダーツバー、インターネットカフェ、ラウンジバー、ガストロPUB＆スポーツBAR、カラオケ、シミュレーションゴルフ等を関東エリアを中心に展開する、日本の総合エンターテイメント企業。

## 沿革
- 1986年7月 - 茨城県高萩市に有限会社コスモ通商設立。
- 1986年10月 - 本社を日立市若葉町1-17-6に移転。
- 1990年10月 - 商号を有限会社から株式会社へ組織変更。
- 1998年4月 - 東京都渋谷区宇田川町13-8 ちとせ会館[1] に、東京事業本部開設。
- 1999年2月 - 東京事業本部を渋谷区道玄坂2-29-6 SKロイヤルビルに移転。
- 1999年6月 - 本社を日立市若葉町1-17-1 常陸ビルに移転。
- 2001年2月 - 東京事業本部を渋谷区道玄坂2-29-5 プライムビルに移転。
- 2002年10月 - 東京事業本部を渋谷区宇田川町28-3 A2ビルに移転。
- 2006年9月 - 社名を株式会社バグースに変更。東京事業本部を恵比寿へ移転。
- 2011年6月 - 株式会社ダイヤモンドダイニングの子会社となる。
- 2013年11月 - 東京都港区芝4-1-23 三田NNビルに本社移転。
- 2025年1月20日、バグース池袋店に世界で唯一の自動パンケーキマシン『POPCAKE®』を導入。ホテルなどでは導入されているが、インターネットカフェでは初[2]。

## 店舗

### ビリヤード&ダーツ&シミュレーションゴルフ
バグース。ビリヤードおよびダーツを設置している店舗（ビリヤード個室やダーツ個室を完備している店舗もある）。店舗によってはシミュレーションゴルフ、カラオケ、卓球も設置している。2021年7月現在、23店舗存在する。
ビリヤードのトッププロや専属インストラクターがおり、有料でレッスンを受けることができる（ワンポイントレッスンは無料。）一方、ダーツは無料で専属インストラクターのレッスンを受けられる。
200名規模のパーティにも対応可能な店舗や、各種貸切イベントにも対応。専属シェフによる本格的なランチビュッフェを行っている店舗もある。
- 銀座店（ビリヤード、ダーツ、シミュレーションゴルフ、カラオケ、卓球）
- 渋谷店（ダーツ、卓球）
- 道玄坂店（ビリヤード、ダーツ、シミュレーションゴルフ、カラオケ、卓球）
- 新宿店（ビリヤード、ダーツ、シミュレーションゴルフ、カラオケ、卓球）
- 靖国通り店（ビリヤード、ダーツ、シミュレーションゴルフ、カラオケ、卓球）
- 六本木店（ビリヤード、ダーツ、シミュレーションゴルフ、カラオケ、卓球）
- 池袋店（ビリヤード、ダーツ、シミュレーションゴルフ、カラオケ、卓球）
- 吉祥寺店（ビリヤード、ダーツ、卓球）
- 町田東口店（ビリヤード、ダーツ、シミュレーションゴルフ、カラオケ、卓球）
- 川崎店（ビリヤード、ダーツ、シミュレーションゴルフ、カラオケ、卓球）
- 大宮店（ビリヤード、ダーツ、シミュレーションゴルフ、カラオケ、卓球）
- 所沢店（ビリヤード、ダーツ、卓球）
- 秋葉原店（ビリヤード、ダーツ、卓球）
- バグース プレイス （ビリヤード、ダーツ、シミュレーションゴルフ、ラグジュアリーカラオケ、ラウンジバー、ランチビュッフェ）
- 新橋店（ビリヤード、ダーツ、卓球）
- 上野店（ビリヤード、ダーツ、カラオケ）
- 新宿西口店（ビリヤード、ダーツ、シミュレーションゴルフ、カラオケ、卓球）
- 錦糸町店（ビリヤード、ダーツ、シミュレーションゴルフ、カラオケ、卓球）
- 池袋西口店（ビリヤード、ダーツ、シミュレーションゴルフ、カラオケ、卓球）
- 横浜西口店（ビリヤード、ダーツ、カラオケ、卓球）
- 心斎橋店（ビリヤード、ダーツ、カラオケ、卓球）
- 天神店（ビリヤード、ダーツ、カラオケ、卓球）
- 西武新宿店（ダーツ、カラオケ）

### ダーツバー
バネバグース。ダーツを設置している店舗。店舗によってはビリヤードやシミュレーションゴルフも設置している。2021年7月現在、5店舗存在する。
ダーツ機を500台以上（全店舗合計）設置しており、完全個室のラグジュアリールームやパーティープランなどもある。ビリヤード&ダーツ バグース同様、ダーツ、ビリヤードともに専属インストラクターのレッスンが受けられる（ダーツは無料。ビリヤードは有料。）。
- 銀座店（ダーツ、カラオケ、卓球）
- 宮益坂店（ダーツ、ビリヤード、シミュレーションゴルフ、卓球）
- 赤坂見附店（ダーツ、ビリヤード、シミュレーションゴルフ、カラオケ、ルーフトップテラス）
- 吉祥寺店（ダーツ、シミュレーションゴルフ）
- 仙台店（ダーツ、ビリヤード、卓球）

### インターネットカフェ
グランサイバーカフェバグース。2025年５月現在、９店舗存在する。
席種は大きく「完全個室」と「ブース席」の2タイプがある。完全個室は防音・鍵付きの個室でありヘッドフォンを着用せず音声の出力が可能である。1名から利用できるプライベートルームと大人数向けのシアタールームがある。ブース席のシングルシートはオープン、ハイバック、リクライニング、フルフラットなど、ペアシートはオープン、ソファ、フルフラットなどがある。3人掛けのトリプルシートや4人掛けのクワッドシートを設置している店舗もある。全ての店舗で女性向けに「女性専用席」を導入している。パック料金での利用者は途中外出も可能。また、店外で購入した飲食物の持ち込みも許可されている。蒲田店・吉祥寺店は「コミックカフェBネット」という名で営業している。日本複合カフェ協会の理事企業。
サービスは以下のようなもの（店舗により異なる）
- 雑誌、漫画の閲覧
- インターネットアクセスができるパソコンの提供
- オンラインゲーム
- パソコンからの印刷
- フリードリンクが利用できるドリンクバー
- 軽食、生活用品の販売
- テレビゲーム機（PS2・PS3）の貸し出し
- 携帯電話・iPod充電器の貸し出し
- スリッパ、ブランケット（ひざ掛け）の貸し出し
- シャワー
- シアタールーム
- クレジットカード/Suica・PASMO・ICOCA・Kitaca決済

■店舗一覧
- 新宿店
- 新宿西口店
- 池袋サンシャイン60通り店
- 池袋西口店
- 高田馬場店
- 吉祥寺店
- 町田店
- 新橋店
- 渋谷文化村通り店

### ラウンジBAR・ガストロPUB＆スポーツBAR
2021年7月現在、4店舗存在する。
■ラウンジバー
- [es]Rooftop Garden Bagus Nakasu
- under(会員制バー)

■ガストロPUB＆スポーツBAR
- THE PUBLIC SIX
- THE PUBLIC RED AKASAKA

### ラグジュアリーカラオケ
2021年7月現在、3店舗存在する。
- バグース エグゼ (BAGUS EXE)
- バグース クオリア (BAGUS QUALIA)
- バグースゴルカ (BAGUS GOLKA)